# Bundi
Bundi è una suddivisione dell'India, classificata come municipality, di 88.313 abitanti, capoluogo del distretto di Bundi,  nella divisione di koti nello stato federato del Rajasthan. In base al numero di abitanti la città rientra nella classe II (da 50.000 a 99.999 persone).

## Geografia fisica
La città è situata a 25° 26' 30 N e 75° 38' 30 E e ha un'altitudine di 267 m s.l.m..

## Società

### Evoluzione demografica

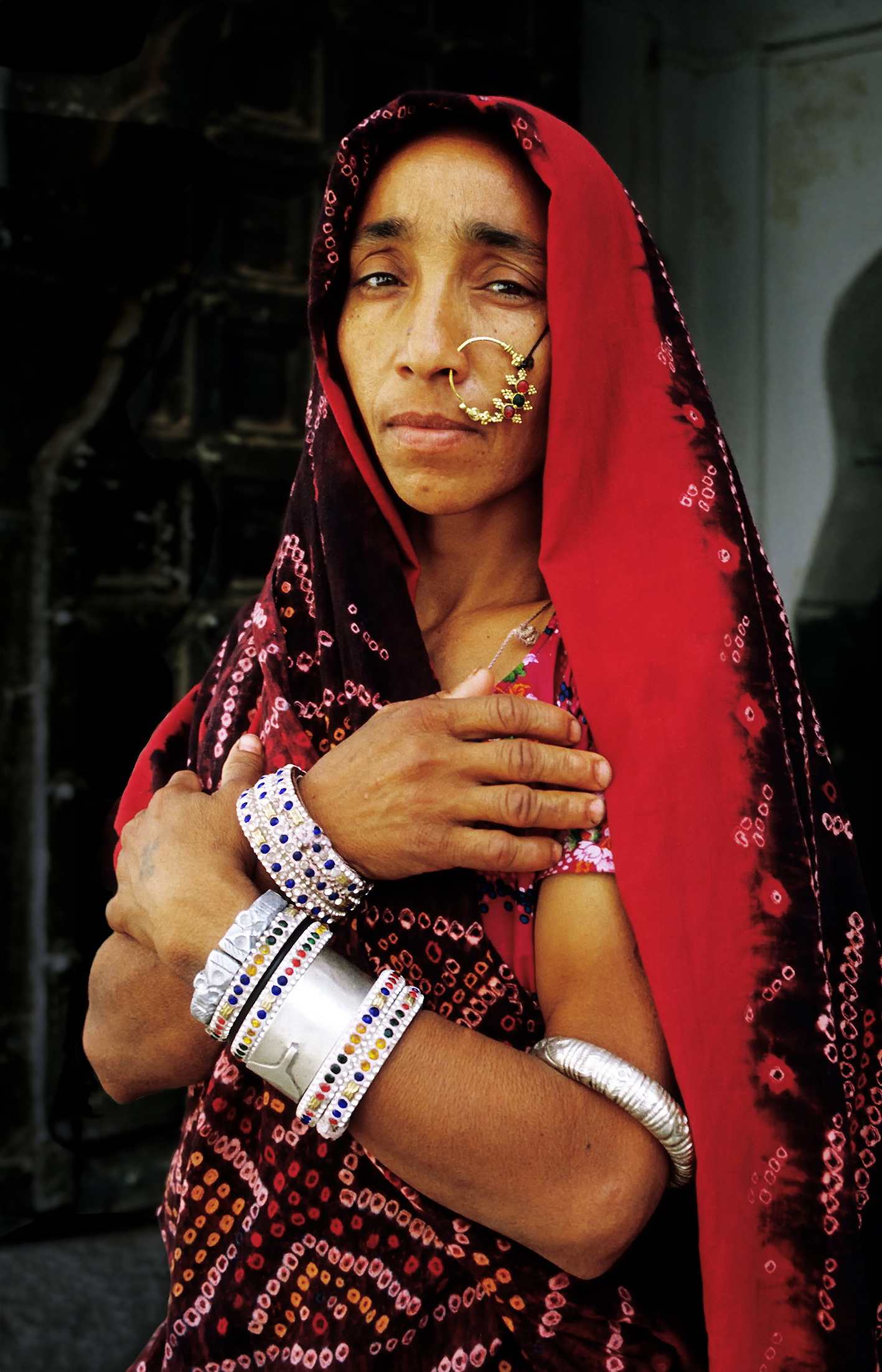
Donna a Bundi (1986)

Al censimento del 2001 la popolazione di Bundi assommava a 88.312 persone, delle quali 46.550 maschi e 41.762 femmine. I bambini di età inferiore o uguale ai sei anni assommavano a 12.206, dei quali 6.556 maschi e 5.650 femmine. Infine, coloro che erano in grado di saper almeno leggere e scrivere erano 58.785, dei quali 34.776 maschi e 24.009 femmine.